# Rafael Centurión
Rafael Carlos Centurión (Necochea, Buenos Aires, 23 de enero de 1970) es un exfutbolista argentino que jugaba como arquero.

## Trayectoria

### Huracán de Tres Arroyos
Centurión debutó con la camiseta de Huracán de Tres Arroyos en 1990. En el globo de Tres Arroyos jugó hasta 1991.

### Atlético Tucumán
Luego de su buena temporada en Huracán, se mudó a San Miguel de Tucumán en el año 1991 y se sumó a Atlético Tucumán. Jugó con la camiseta del decano hasta 1995.

### Cipolletti
De cara a la temporada 1995/96 llegó a Cipolletti. Fue subcampeón del Argentino A con el albinegro y obtuvo el ascenso a la B Nacional. Su primera etapa, en el club de Río Negro, duró hasta 1998. Tuvo un segundo paso por el club en la temporada 2001/02, cuando se retiró del fútbol.

### San Martín de Monte Comán
En el 1998 pasó a San Martín de Monte Comán. En el club mendocino jugó hasta 1999.

## Clubes
| Club                      | País      |
| ------------------------- | --------- |
| Huracán de Tres Arroyos   | Argentina |
| Atlético Tucumán          | Argentina |
| Cipolletti                | Argentina |
| San Martín de Monte Comán | Argentina |